# ラヂウム霊泉湧出記念碑
ラヂウム霊泉湧出記念碑（ラヂウムれいせんゆうしゅつきねんひ）は、神奈川県横浜市港北区樽町に、綱島温泉発見を記念して1933年（昭和8年）3月に建立された石碑。綱島がかつて温泉街として栄えた事績を伝える資料の一つである。

## 立地
碑が建つのは、東急東横線・綱島駅（旧・綱島温泉駅）のある綱島地区ではなく、鶴見川の南側にある大綱橋のたもとの樽町地区である。

## 歴史

### 温泉の発見
1914年（大正3年）、樽町地区（当時は大綱村）の住民、菓子商「杵屋」加藤家の井戸から赤黒い水が湧出した。発見所有者は加藤順三で、発見者は北綱島村の豪農飯田家の飯田助大夫。
テトロドトキシン発見者として著名な薬学博士の田原良純が赤水を検査したところラジウム（ラドン）が検出され、鉱泉と認定された。綱島地区でも鉱泉が掘られた。
1917年（大正6年）、鉱泉を沸かして温泉化し、最初の温泉旅館の「永命館」が樽町地域に開業したとされているが、1915年11月3日には綱島温泉の温泉旅館の「入船亭」の入浴記録があり、記録が錯綜している。

### 建立の経緯
1926年（大正15年/昭和元年）には東京横浜電鉄の綱島温泉駅が開業する。東京横浜電鉄自体も1927年に綱島温泉浴場（後の東京園）を開業し、浴場の経営を手がけた。以降、次々に旅館が建てられた。
1932年（昭和7年）、温泉発見記念碑建立の構想が持ち上がり、発見場所の井戸所有者「杵屋」加藤家や、飯田家などの地元有力者が集って働きかけ、当時の横浜市長・大西一郎に碑文揮毫を依頼する。1933年（昭和8年）3月に建立され、4月10日に除幕式が開かれた。
設置場所は当時の大綱橋のたもと。綱島温泉駅から大綱橋を渡り樽町地区の温泉街の入り口の所に設置された。

### 1回目の移転
綱島街道ができた際に、50m程度南のより加藤家の井戸に近い場所に移動した。

### 綱島温泉の衰退
最盛期の1960年には80軒の温泉旅館があり、「東京の奥座敷」となった。
温泉街として栄えた綱島も、1960年代以降、1964年の東海道新幹線開業などで熱海など遠方の温泉に人気が集まる中で客が減り、旅館も減少して衰退した。現在、ほぼ全域が住宅街に変貌し、日帰り入浴施設や幾つかの銭湯がその名残を止める。2016年4月21日にラヂウム霊泉湧出記念碑から東に1kmの樽町地域に「綱島源泉 湯けむりの庄」が開業した。

### 石碑の保護と2回目の移転
綱島がすっかり住宅地化した中、石碑は管理する者もなく、菓子商・杵屋跡地付近にひっそり立ち続けた。
2018年（平成30年）12月、同地で工事が始まり、石碑は撤去・処分されることが決定する。一両日中に撤去されることを付近住民が知って神奈川県議会議員と秘書に通報、12月1日に議員らは工事業者と相談の上、石碑を引き取りリヤカーで搬出の上、保全した。
間一髪で破壊を免れた石碑は、県議会議員と地元有志により移設先が選定され、2019年（平成31年）2月15日、近くの国有地の大綱橋のたもとに再建され、元々あった場所のすぐ近くに戻った。